# مارات تسالاجوف
مارات تسالاجوف (بالروسية: Цаллагов, Марат Сосланович)‏ هو لاعب كرة قدم روسي في مركز الوسط، ولد في 23 مارس 1982 في روسيا. لعب مع ألانيا وأورالان إليستا وتوربيدو جودينو.

## وصلات خارجية
- مارات تسالاجوف على موقع قاعدة بيانات كرة القدم.إي يو (الإنجليزية)
- مارات تسالاجوف على موقع Soccerway.com (الإنجليزية)